# Serguéi Luganski
Serguéi Danílovich Luganski (en ruso: Сергей Данилович Луганский; Verny, RASS del Turquestán, 1 de octubre de 1918 – Almá Atá, Unión Soviética, 16 de enero de 1977) fue un as de la aviación soviético que combatió en la Guerra de Invierno y en la  Segunda Guerra Mundial en la Fuerza Aérea Soviética (270.º Regimiento de Aviación de Cazas). En el curso de este último conflicto recibió dos veces el título de Héroe de la Unión Soviética, como recompensa por haber conseguido al menos treinta y cuatro victorias aéreas en solitario. Durante la mayor parte de su vida vivió en la RSS de Kazajistán, donde era amigo cercano del también aviador Talgat Begeldinov.

## Biografía

### Infancia y juventud
Luganski nació el 1 de octubre de 1918 en el seno de una familia de campesinos rusos, en Verniy, una localidad situada en la RASS del Turquestán (actualmente Almaty en Kazajistán). Ingresó en el Ejército Rojo en 1936 después de completar ocho grados en la escuela secundaria ese año. En diciembre de 1938 se graduó en la Escuela de Pilotos de Aviación Militar de Orenburgo. Después de graduarse fue asignado al 49.º Regimiento de Aviación de Cazas; la unidad estaba equipada con cazas I-15 e I-153. Desde noviembre de 1939 hasta marzo de 1940, tomo parte en la Guerra de Invierno contra Finlandia donde realizó 59 salidas de combate a los mandos de un caza biplano I-153. En mayo de 1941, fue nombrado comandante adjunto de escuadrón del 271.º Regimiento de Aviación de Cazas, donde inicialmente voló el caza I-16.

### Segunda Guerra Mundial
En octubre de 1941, poco después del inicio de la invasión alemana de la Unión Soviética fue enviado al frente de combate. Desde entonces hasta mayo de 1942, permaneció en su puesto como comandante adjunto de escuadrón en el 271.º Regimiento de Aviación de Cazas; Allí obtuvo dos victorias aéreas y participó en los combates sobre Rostov antes de ser transferido al 270.º Regimiento de Aviación de Cazas como comandante de escuadrón. Si bien solo obtuvo una victoria aérea en 1942, al año siguiente aumentó significativamente su cuenta de victorias después de cambiar de volar del LaGG-3 al más moderno caza Yak-1, principalmente en el verano de 1943. Más tarde, se le entregó un Yak-1 pintado a medida, un regalo de la ciudad de Alma Ata cuyos ciudadanos y autoridades habían donado dinero para la construcción del avión.
En 1944, su regimiento recibió una delegación de pilotos estadounidenses. Un coronel de la delegación se ofreció a participar en un duelo de entrenamiento con Luganski quien aceptó el desafío. El estadounidense pilotó un P-63, al que Luganski logró seguir durante el vuelo con su Yak-1. El 4 de junio de 1944, el comandante del 270.º Regimiento de Aviación de Cazas fue derribado por fuego antiaéreo sobre territorio enemigo; por lo que fue elegido para reemplazarlo al mando de la unidad. Ese mismo mes, la unidad fue honrada con la designación de Guardias y pasó a llamarse 152.º Regimiento de Aviación de Cazas de la Guardia. Bajo su mando, la formación participó en las ofensivas de Leópolis-Sandomierz y Silesia.
En marzo de 1945, por orden del mariscal de la Unión Soviética, Iván Kónev, fue enviado a la Academia Militar de la Fuerza Aérea en Moscú, lo que le obligó a renunciar al mando del regimiento. Al final de la guerra, había realizado 390 misiones de combate y obtenido al menos treinta y cuatro victorias aéreas en solitario, así como al menos un derribo compartido. Por su valor y desempeño durante la guerra, se le concedió el título de Héroe de la Unión Soviética en dos ocasiones: el 2 de septiembre de 1943 y el 1 de julio de 1944.

### Posguerra
Después del final de la Segunda Guerra Mundial, permaneció en la Academia de la Fuerza Aérea, donde se graduó en 1949. Estuvo al mando de la 42.ª División de Aviación de Cazas desde mayo de 1952 hasta marzo de 1956, en la que pilotó cazas MiG-15 y MiG-17. De marzo de 1956 a marzo de 1957, fue el comandante de la 37.ª División de Aviación de Cazas, en la que voló cazas MiG-17 y MiG-17PF. Desde entonces hasta julio de 1960, fue el comandante del 72.º Cuerpo de Aviación de Combate de la Guardia; fue ascendido al rango de mayor general de Aviación el 28 de mayo de 1957. Se convirtió en subcomandante del 11.º Cuerpo de Defensa Aérea en 1960, cargo en el que permaneció hasta su jubilación en diciembre de 1964.
Además de sus puestos de mando en el ejército, fue diputado del Sóviet Supremo de la RSS de Turkmenistán de 1959 a 1964. El resto de su vida vivió en Alma Ata. Después de sufrir un grave derrame cerebral en noviembre de 1968, quedó paralizado del lado derecho, lo que le impidió hablar, caminar y conducir. Antes de recuperar la capacidad de hablar, se comunicaba asintiendo; su condición mejoró algo con el tiempo y finalmente logró caminar y hablar, pero murió de un segundo derrame cerebral en enero de 1977, menos de un año después de la muerte de su esposa María Arkadíevna.

## Condecoraciones
A lo largo de su carrera militar, Serguéi Luganski fue galardonado con las siguientes condecoraciones
|  | Héroe de la Unión Soviética, dos veces (2 de septiembre de 1943 y 1 de julio de 1944)           |
|  | Orden de Lenin (2 de septiembre de 1943)                                                        |
|  | Orden de la Bandera Roja, dos veces (23 de febrero de 1942 y 22 de julio de 1943)               |
|  | Orden de Alejandro Nevski (5 de septiembre de 1944)                                             |
|  | Orden de la Estrella Roja, dos veces (19 de mayo de 1940 y 19 de noviembre de 1951)             |
|  | Medalla por el Servicio de Combate                                                              |
|  | Medalla Conmemorativa por el Centenario del Natalicio de Lenin «Al valor militar»               |
|  | Medalla por la Defensa del Cáucaso                                                              |
|  | Medalla por la Victoria sobre Alemania en la Gran Guerra Patria 1941-1945                       |
|  | Medalla Conmemorativa del 20.º Aniversario de la Victoria en la Gran Guerra Patria de 1941-1945 |
|  | Medalla Conmemorativa del 30.º Aniversario de la Victoria en la Gran Guerra Patria de 1941-1945 |
|  | Medalla de veterano de las Fuerzas Armadas de la URSS                                           |
|  | Medalla del 30.º Aniversario de las Fuerzas Armadas de la URSS                                  |
|  | Medalla del 40.º Aniversario de las Fuerzas Armadas de la URSS                                  |
|  | Medalla del 50.º Aniversario de las Fuerzas Armadas de la URSS                                  |
|  | Medalla por Servicio Impecable de 1.er grado                                                    |